# Rottland (Bergisch Gladbach)
Rottland ist ein Ortsteil im Stadtteil Asselborn von Bergisch Gladbach.

## Geschichte
Die Siedlung Rottland ist aus einer mittelalterlichen Hofstelle hervorgegangen. Sie wird im Urkataster mit dem Namen Am Rothland südöstlich von Ober Steinbach geführt. Der Rodungsname Rottland lässt auf ein Gründungsdatum in der nachkarolingischen Rodeepoche 1000–1300 schließen.
Unter der französischen Verwaltung zwischen 1806 und 1813 wurde das Amt Porz aufgelöst und die Honschaft Dürscheid, zu der auch Rottland gehörte, wurde politisch der Mairie Bensberg im Arrondissement Mülheim am Rhein zugeordnet. 1816 wandelten die Preußen die Mairie zur Bürgermeisterei Bensberg im Kreis Mülheim am Rhein. Rottland zählte 1845 12 Einwohner katholischen Glaubens.
In der Aufstellung des Königreich Preußen für die Volkszählung 1885 wurde Rottland aufgeführt als Wohnplatz der Landgemeinde Bensberg im Kreis Mülheim am Rhein. Zu dieser Zeit wurden sieben Wohnhäuser mit 42 Einwohnern gezählt. 
1905 hatte die Siedlung sechs Gebäude mit 18 Einwohnern. Rott ist eine Ablautform zum mittelhochdeutschen „ruiten“ (= reuten, urbar machen). Es bezeichnet eine Rodung zum Zweck der Flurerweiterung oder einer Siedlung.